# Universidade de Northumbria
A Universidade de Northumbria (em inglês: University of Northumbria), oficialmente Universidade de Northumbria em Newcastle (em inglês: University of Northumbria at Newcastle) é uma universidade pública de pesquisa localizada em Newcastle upon Tyne, no nordeste da Inglaterra. Conquistou seu status de universidade em 1992, mas tem suas origens na fundação do Rutherford College, em 1877.
É organizada em quatro setores: Artes, Design e Ciências Sociais; Negócios e Direito; Engenharia e Meio Ambiente; e Saúde e Ciências Biológicas. A Universidade de Northumbria tem aproximadamente 38.300 alunos.
De acordo com o Research Excellence Framework de 2021, a Northumbria University foi classificada em 23º lugar no Reino Unido em poder de pesquisa (a pontuação média de uma universidade, multiplicada pelo número equivalente em tempo integral de pesquisadores submetidos).

## História
A Universidade Northumbria tem suas origens em três faculdades da cidade: o Rutherford College of Technology, que foi fundado por John Hunter Rutherford em 1877 e inaugurado formalmente em 1894 por Jorge V, o College of Art & Industrial Design e o Municipal College of Commerce. Em 1969, as três faculdades foram unidas para formar o Politécnico de Newcastle. O Politécnico tornou-se o principal centro regional para a formação de professores com a incorporação do City College of Education em 1974 e do Northern Counties College of Education em 1976.

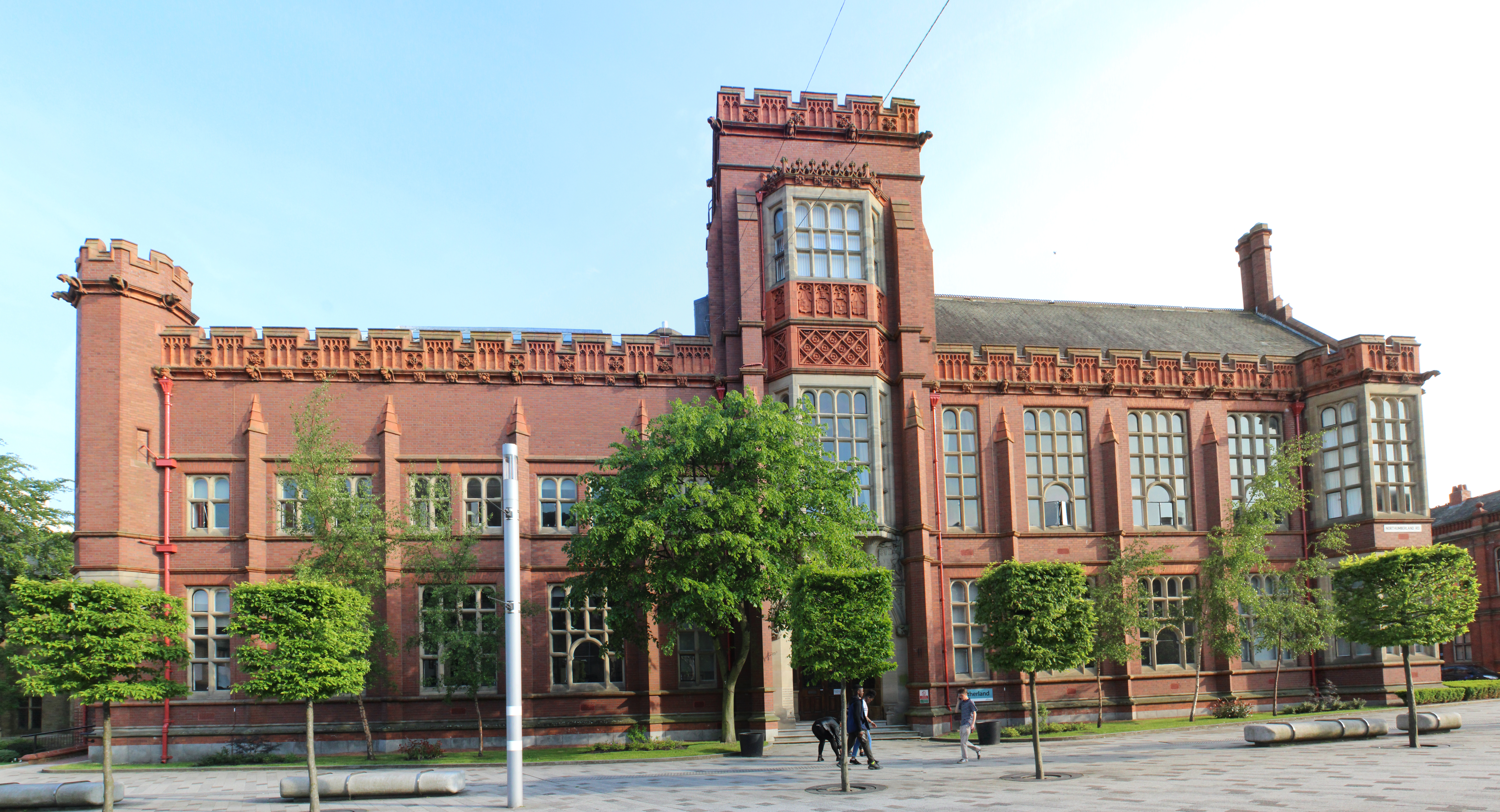
Edifício Sutherland

Em 1992, o Politécnico de Newcastle foi reconstituído como a nova Universidade de Northumbria, como parte de um processo nacional no qual os politécnicos se tornaram novas universidades. Originalmente, seu nome era, e seu nome oficial ainda é, Universidade de Northumbria em Newcastle, mas o nome comercial foi simplificado para Universidade de Northumbria em 2002. Em 1995, foi-lhe atribuída a responsabilidade pela educação de profissionais de saúde, que foi transferida do Serviço Nacional de Saúde.
Em 2017, a universidade foi multada em £ 400.000 depois que um experimento científico esportivo deu aos voluntários uma dose cem vezes maior que a segura de cafeína. Uma audiência judicial concluiu que a universidade não havia treinado a equipe em segurança e não havia realizado uma avaliação de risco adequada, e que a dose estava acima do nível conhecido por causar risco de morte.
A Northumbria foi nomeada a Universidade do Ano do Reino Unido em 2022 pela Times Higher Education. O prêmio foi concedido em reconhecimento à transformação da Northumbria, ao longo de mais de uma década, em uma instituição moderna de pesquisa intensiva. O júri declarou: "A escala da ambição [da Northumbria], o rigor e a eficácia com que foi perseguida e o seu papel na transformação de vidas e no apoio à sua região fazem dela uma vencedora merecida."

## Campi

Campus Leste da Universidade de Northumbria.

### Reino Unido

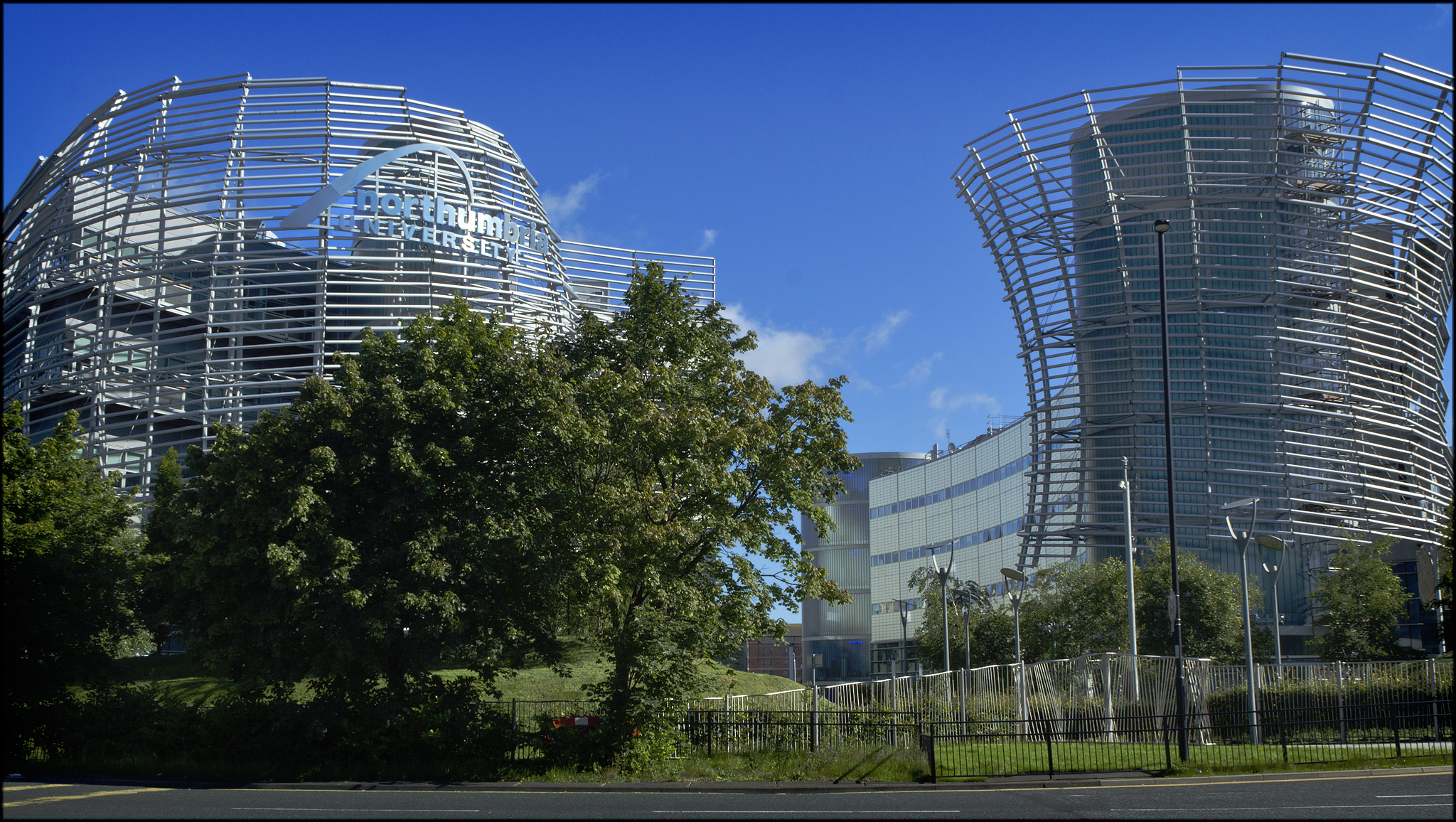
Campus da Cidade Leste

A universidade tem dois grandes campi situados em Newcastle e um em Londres. O City Campus, localizado no centro de Newcastle upon Tyne, é dividido em City Campus East e City Campus West pela rodovia central da cidade.

## Estrutura acadêmica

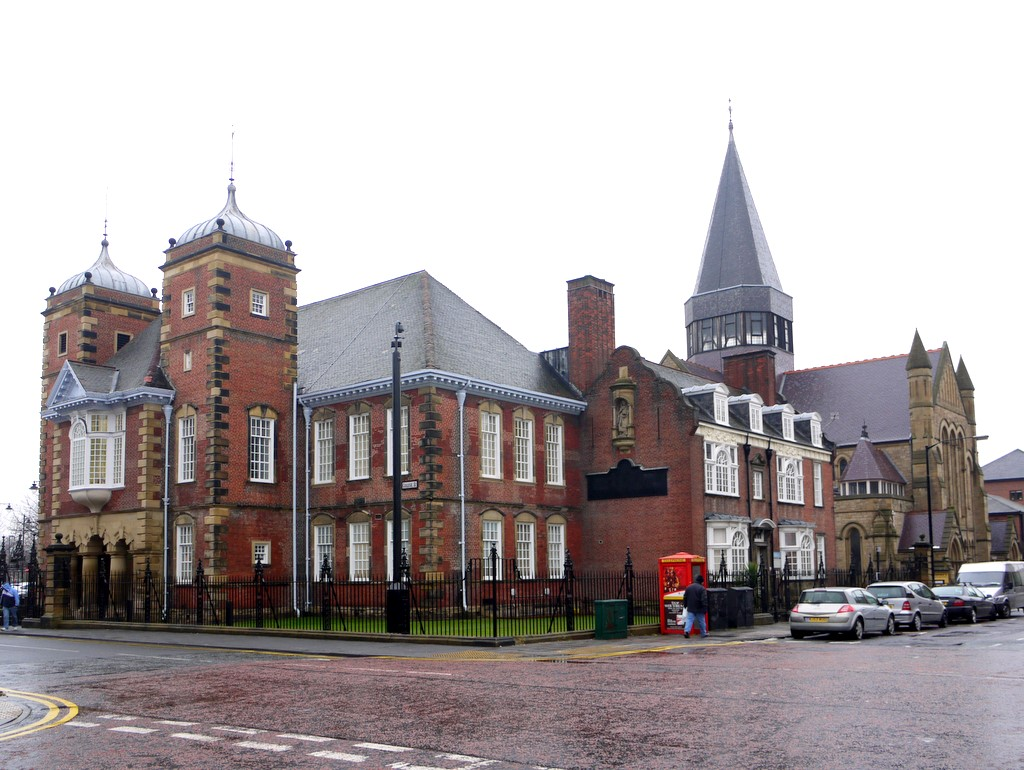
Antiga Dame Allan's School

A Northumbria oferece programas nas disciplinas de direito e negócios, artes e design, engenharia, matemática, física da computação, geografia e ciências ambientais, arquitetura, ciências aplicadas e saúde, educação física, ciências humanas e ciências sociais, psicologia, enfermagem, serviço social e formação de professores.
A Universidade de Northumbria emprega mais de 3.100 funcionários e oferece programas de graduação, pós-graduação e programas de aprendizagem de nível superior por meio de quatro faculdades:
- Faculdade de Artes, Design e Ciências Sociais
- Faculdade de Negócios e Direito
- Faculdade de Engenharia e Meio Ambiente
- Faculdade de Saúde e Ciências da Vida

## Vida estudantil
A Northumbria Students' Union é uma organização de campanha e representativa. É uma instituição de caridade atualmente isenta de registro e é liderada por seis oficiais sabáticos (presidente e cinco vice-presidentes) e um conselho estudantil de 26 membros.
Em 2016, a Northumbria Students' Union recebeu o prêmio da National Union of Students para Oportunidades Estudantis e foi vice-campeã do Prêmio de Educação.